# 拉尔纳
拉尔纳（法語：Larnat，法語發音：[laʁna]）是法国阿列日省的一个市镇，位于该省南部，属于富瓦区。

## 地理
拉尔纳（42°47'58"N, 1°37'56"E）面积5.6 平方千米，位于法国奧克西塔尼大區阿列日省，该省份为法国西南部内陆省份，西部和北部与上加龙省接壤，东临奥德省，东南至东比利牛斯省接壤，南与安道尔和西班牙接壤。
与拉尔纳接壤的市镇（或旧市镇、城区）包括：布昂、米格洛、尼奥、奥尔诺拉克-于萨莱班。

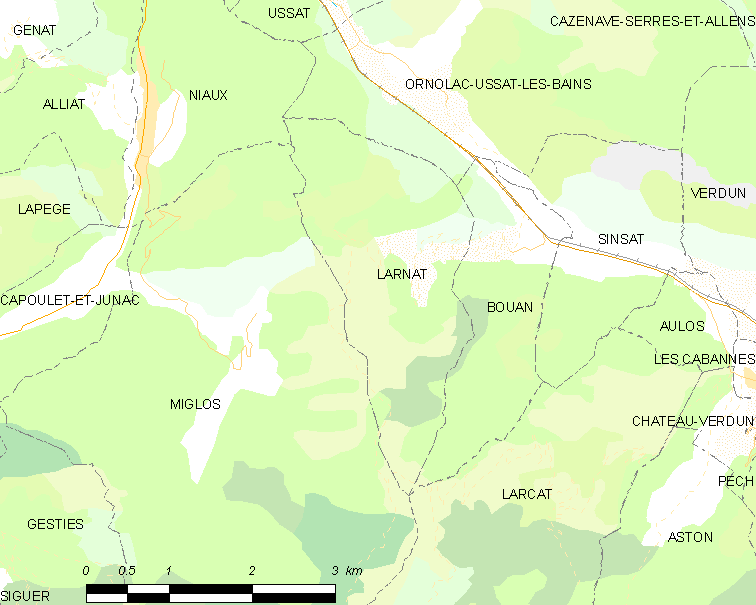
拉尔纳的OSM定位图

拉尔纳的时区为UTC+01:00、UTC+02:00（夏令时）。

## 行政
拉尔纳的邮政编码为09310，INSEE市镇编码为09156。

## 政治
拉尔纳所属的省级选区为上阿列日县。

## 人口

1962-2008年间拉尔纳人口变化图示

拉尔纳于2022年1月1日时的人口数量为19人。